# Gynoxys
Gynoxys es un género de plantas con flores perteneciente a la familia  Asteraceae. Es originario de Sudamérica. Comprende 173 especies descritas y de estas, solo 126 aceptadas.

## Taxonomía
El género fue descrito por Alexandre Henri Gabriel de Cassini y publicado en Dictionnaire des Sciences Naturelles [Second edition] 48: 455. 1827.

## Especies seleccionadas
- Gynoxys acostae
- Gynoxys azuayensis
- Gynoxys baccharoides
- Gynoxys campii
- Gynoxys caracensis Muschl., 1913
- Gynoxys chagalensis
- Gynoxys chimborazensis
- Gynoxys chingualensis
- Gynoxys colanensis
- Gynoxys corazonensis
- Gynoxys cuicochensis
- Gynoxys dielsiana
- Gynoxys hallii
- Gynoxys ignaciana
- Gynoxys jaramilloi
- Gynoxys laurifolia
- Gynoxys leiotheca
- Gynoxys miniphylla
- Gynoxys multibracteifera
- Gynoxys pulchella
- Gynoxys reinaldii
- Gynoxys rimbachii